# Campania antica

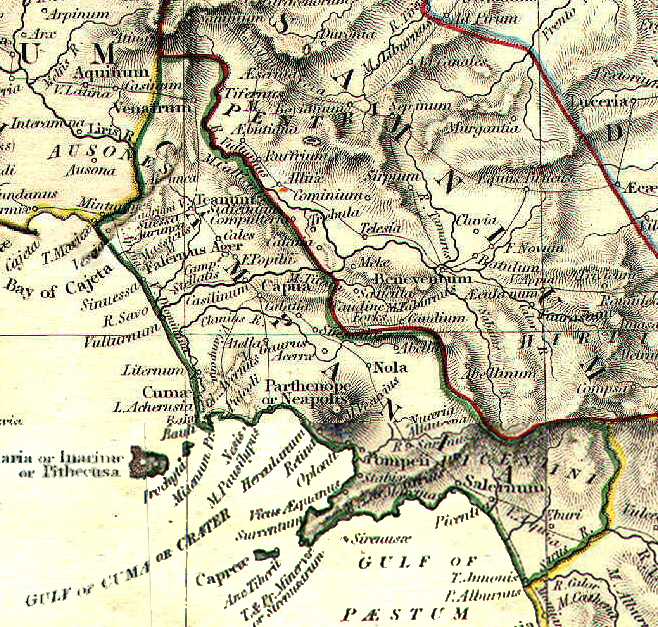
La Campania antica

La Campania antica (spesso identificata come Campania felix o anche ager Campanus) era originariamente il territorio della città di Capua antica nel periodo romano; in seguito si estese a comprendere anche le pianure e le fasce pedemontane dei diversi municipi confinanti. Fu un territorio molto vasto se confrontato a quello delle altre città italiche del periodo romano e pre-romano, ma le sue dimensioni erano inferiori a quelle della moderna (e omonima) regione Campania.
La Campania antica si estendeva dalle pendici del monte Massico (a nord) fino a lambire a sud i Campi Flegrei e l'area vesuviana. Inizialmente includeva anche l'ager Falernus, poi fu fortemente ridimensionato da Roma a causa dell'alleanza della città di Capua con Annibale.
I principali centri abitati di tale regione storica furono (in ordine alfabetico) Acerrae, Atella, Baia, Cales, Caprae, Capua, Cumae, Liternum, Miseno, Neapolis, Nola, Nuceria Alfaterna, Oplontis, Pompeii, Puteoli, Salernum, Sorrentum  e Stabiae. Grazie alla vicinanza al mare e alla fertilità del terreno, dovuto sia alla presenza del fiume Volturno che all'attività vulcanica, si meritò il nome di Campania felix e divenne importante luogo di villeggiatura per l'antica aristocrazia romana.

## Età classica

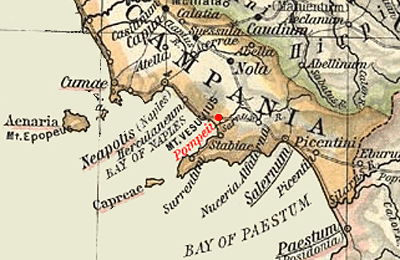
La Campania antica e Pompei

Secondo il filologo romano Sesto Pompeo Festo (II sec. d.C.) il nome pre-romano della Campania era Oscor, nome da cui avrebbero quindi tratto il loro i popoli osci che l'abitavano (Osci enim a regione Campaniæ, quae est Oscor, vocati sunt). Il toponimo Campania, risalente al V secolo a.C., è di origine classica. L'ipotesi più accreditata è che esso derivi dal nome degli antichi abitatori di Capua. Da Capuani, infatti, si avrebbe Campani e, quindi, Campania. Inoltre sia Livio, sia Polibio, dicono di un Ager Campanus con un chiaro riferimento a Capua e al territorio ad essa circostante. In seguito alla divisione augustea delle province della penisola, il concetto di Campania si estese oltre i suoi originari confini andando a ricomprendere un territorio ben più vasto dell'area circostante Capua. Il termine Campania andò ad indicare una generica area di pianura, probabilmente in assonanza con campus e, in particolare, il termine iniziò a riferirsi anche alla parte pianeggiante del Lazio (Campania di Roma, in seguito Campagna romana, e Comitato di Campania, poi Campagna e Marittima). È in questo quadro che al nome Campania si affianca l'aggettivo felix. La sua introduzione si deve a Plinio il Vecchio, il quale avverte la necessità di distinguere la Campania Antiqua dal nuovo concetto più esteso di Campania, che includeva la cosiddetta Campania Nova (la Campania di Roma). L'attributo felix nasce, quindi, non tanto per indicare la feracità del territorio, quanto per identificare in maniera univoca una specifica fetta di territorio: la Campania di Capua.
La Campania antica, chiusa tra gli Appennini e il mare, aveva come confini, a Sud, il fiume Sele e, a nord, il Garigliano (secondo Plinio il Vecchio, invece, la città di Sinuessa). Il territorio della Campania, assieme al Latium, venne a far parte, nella suddivisione augustea, della Regio I: Latium et Campania.

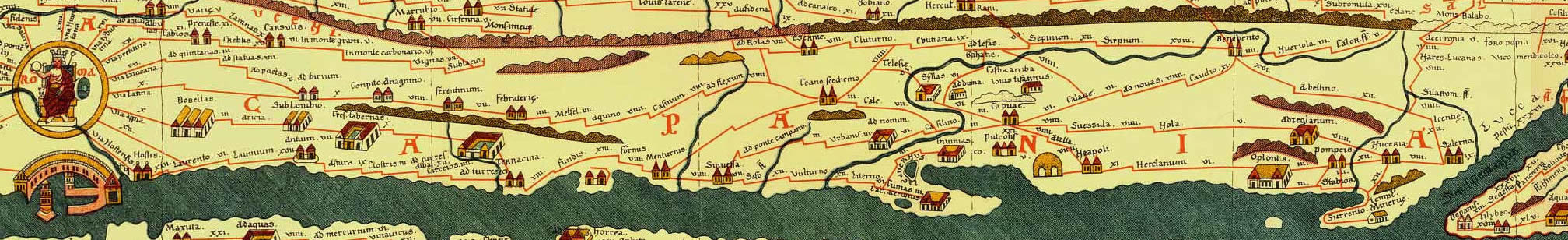
La Campania nella Tavola Peutingeriana

## Medioevo
Nel medioevo, il toponimo Terra Laboris, registrato per la prima volta nel 1092 (anche se ci sono dubbi sull'originalità del documento), venne a sostituire il nome Campania. Il nuovo toponimo sostituirà ufficialmente l'antico nella suddivisione territoriale normanna. Dal VII secolo infatti, a causa del prevalere del Ducato di Napoli, venne meno nel linguaggio il collegamento tra il toponimo latino Campania e ciò che esso indicava originariamente: in maniera emblematica le carte geografiche, dal 1500 al 1700 circa, riportano l'indicazione Terra Laboris olim Campania felix.
L'unità della Campania si estese in epoca medievale costituendo prima una contea e poi un principato (Signoria di Capua) e durò fino al Regno delle Due Sicilie costituendone il giustizierato (poi provincia) di Terra di Lavoro che ebbe come capoluogo Capua fino al diciannovesimo secolo e poi Caserta.
La Terra di Lavoro del Regno delle Due Sicilie, a differenza della Campania di epoca antica e della regione amministrativa attuale della Repubblica Italiana, era costituita dalla quasi totalità della provincia di Caserta, la parte sud delle province di Latina e Frosinone e parte delle province di Napoli, Avellino e Isernia.

## Il problema dellalimitatio

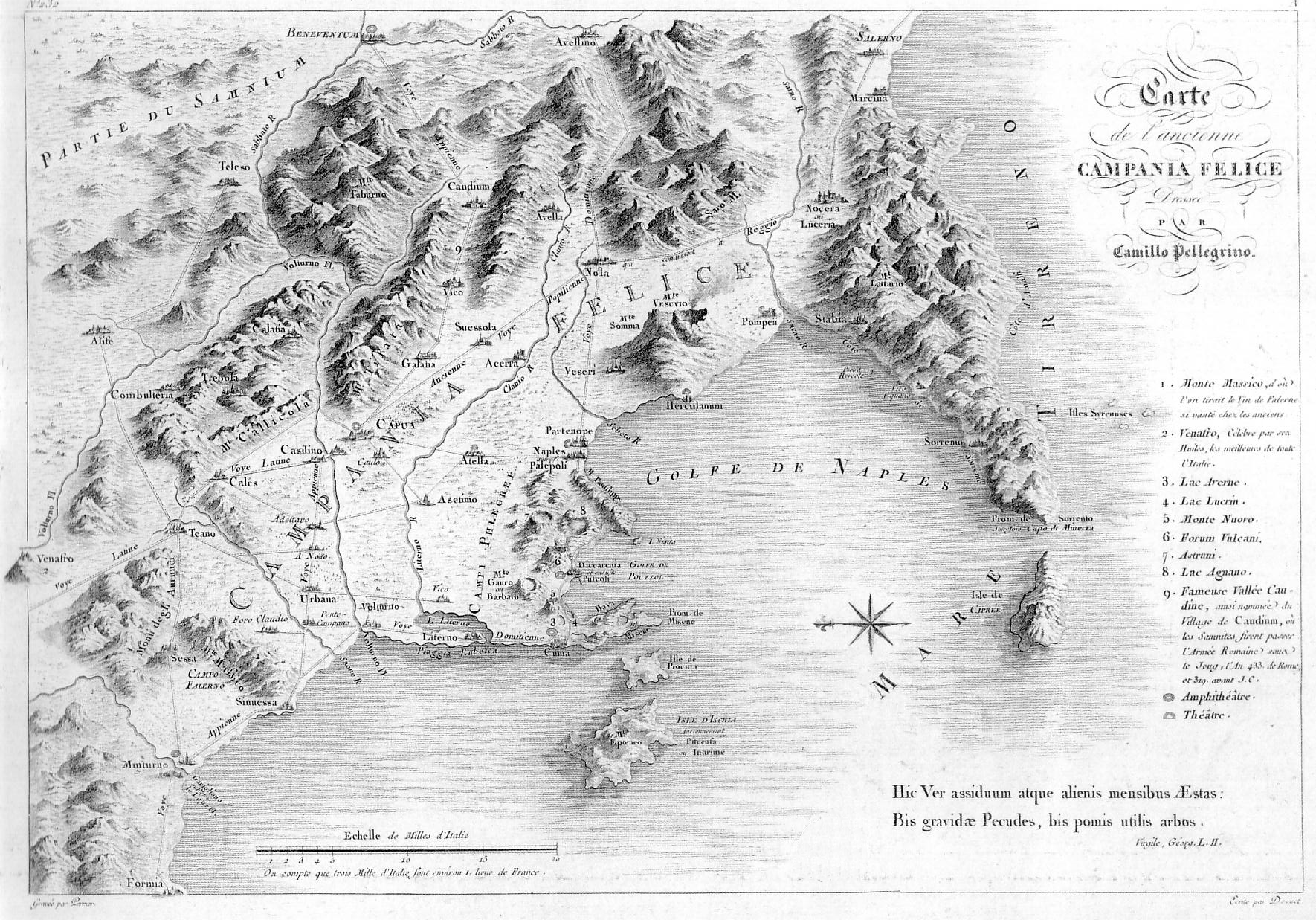
La Campania felice

L'esatta definizione dei confini della Campania è ancora una questione aperta (vedi bibliografia) resa ancor più problematica prima dallo spostamento deciso dalla Civitas Capuana del centro della città verso il fiume Volturno in epoca medievale (ca. 800) e poi, in epoca unitaria (fine 1800), dalla separazione dalla città di Capua della sua frazione di Santa Maria Maggiore con il nome di Santa Maria Capua Vetere.